# N904i
FOMA N904i(フォーマ・エヌ きゅう まる よん アイ)は、日本電気(NEC)によって開発された、NTTドコモの第三世代携帯電話(FOMA)端末である。

## 概要
イタリアのデザイナー、ステファノ・ジョバンノーニとのコラボレーションモデル。ヒンジ部にジャバラを設けるなどこれまでのNEC端末とは一線を画すデザイン。「BI BOX DESIGN」と言った「2つのBOX」を重ねた様なベーシックかつグラフィカルなデザインとなっている。内部のユーザーインターフェースもステファノが手がけ、待ち受け画面や、着せ替えメニューなど多くのコンテンツがプリインストールされている。中でもステファのデザインしたAlessiのMagic Bunnyや、寿司をモチーフにしたメニュー画面などが特徴的。4月23日のドコモのプレスリリースに先駆けて、 4月18日からイタリアミラノで開催されたミラノサローネに先行公開された。
通常の90xシリーズでは初めてHSDPAに対応している。このため着うたフルや、ビデオクリップのダウンロード時に力を発揮する。もちろんFOMAハイスピードのサービスであるミュージックチャネルにも対応している。
また、携帯電話では最大クラスの解像度を誇るワイドVGA+液晶(480×854ドット・比率16:9)を搭載している。またNの高画質技術であるモバイルシャインビューEX液晶も搭載しているため、高コントラストを実現し、画像はもちろん文字も鮮明に表示できる。 輝度は約400カンデラに設定し、高精細液晶ながら屋外でも高い視認性を実現する。 色度域は72%で、高輝度でも赤、青、緑などの原色も明るく色鮮やかに再現できる。
フルブラウザは従来の物に加え、日本の携帯電話で初めてピクセル・テクノロジーズが開発したピクセル・ブラウザーをフルブラウザとして採用した。このブラウザは画面を拡大、縮小したりするのが容易になり、ニューロポインターをつかって、アイコン選択もスムーズに出来る。またURLを打つ際にバーチャルキーボードがでてくるなど、今までのフルブラウザとは大きく変化しているものとなっている。
この端末のボタンは白色に光る。
外部メモリーはmicroSD対応である。カメラ性能はオートフォーカス対応CMOS有効画素数約320万画素を搭載し、903iに続きウルトラ手ブレ補正機能を搭載。テレビ電話用のサブカメラはCMOS約33万画素。
音楽面ではヤマハと提携し、圧縮音源(AACなど)に対する高音域補正機能(AudioEngine)を搭載。うた・ホーダイにも対応。また、SD-Audio(AAC/AAC+SBR),Windows Media Audio形式の音楽ファイル再生に対応、またデジタル著作権管理 (Digital Rights Management) に対応している事により、Napster等の有料音楽配信サイトの利用も出来る。利用に関しては、USBケーブル、Windows XPまたはWindows Vista対応パソコン、Windows Media Player10以上が必要となる。
FOMA 904i シリーズ共通の機能の中では、うた・ホーダイ、2in1に対応した。GPS、3Gローミング (WORLD WING) 対応。しかしながら、直感ゲームには対応しておらず、振るや傾けるなどの動作での制御はできない。
| 主な対応サービス           | 主な対応サービス                    | 主な対応サービス         | 主な対応サービス                                     |
| -------------------------- | ----------------------------------- | ------------------------ | ---------------------------------------------------- |
| DCMX／おサイフケータイ     | うた・ホーダイ                      | 着うたフル／着うた       | デジタルオーディオプレーヤー(WMA)(AAC)(SDオーディオ) |
| 直感ゲーム／メガiアプリ    | Music&Videoチャネル／ビデオクリップ | 3Gローミング             | プッシュトーク                                       |
| FOMAハイスピード           | GPS／ケータイお探し                 | デコメール／デコメ絵文字 | iチャネル                                            |
| 着もじ                     | テレビ電話／キャラ電                | 電話帳お預かりサービス   | フルブラウザ                                         |
| おまかせロック／バイオ認証 | 外部メモリーへiモードコンテンツ移行 | トルカ                   | iC通信／iCお引越しサービス                           |
| きせかえツール／マチキャラ | バーコードリーダ／名刺リーダ        | 2in1                     | エリアメール                                         |

1. ↑  動画コンテンツは非対応。
2. ↑  BモードのメールはWebメールとなる。

iアプリは「桃太郎電鉄WORLD豪華版」、「Gガイド番組表リモコン」、「DCMXクレジットアプリ」、「ケータイクレジットiD」などをプリインストール。

## 歴史
- 2007年3月30日：電気通信端末機器審査協会(JATE)通過
- 2007年3月30日：技術基準適合証明(TELEC)通過
- 2007年4月18日：ミラノサローネに先行展示
- 2007年4月23日：D904i・F904i・N904i・P904i・SH904iの開発が発表。
- 2007年5月25日：発売開始
- 2007年9月20日：ソフトウェアの更新
- 2007年12月11日：ソフトウェアの更新(二回目)
- 2008年7月23日：ソフトウェアの更新(三回目)

## 不具合
- 2007年9月20日に以下の不具合の修正がソフトウェアの更新でなされた。
  - 背面ディスプレイが表示されない場合がある。
  - MTPモードでPC接続ができなくなる。

- 2007年12月11日に以下の不具合の修正と機能の追加と改善がソフトウェアの更新でなされた。
  - バーコードリーダーを起動時に端末がフリーズしてしまう場合がある不具合。
  - MTPモードでの接続ができない場合に、micro SD内に保存されたWMAファイル(楽曲ファイル)を端末操作上で削除する機能を追加。
  - カメラを起動中に端末閉じても終了しなくなった｡ただし､端末を閉じた状態では撮影をすることはできない｡
  - メールやブラウザの動作安定化などの改善。

- 2008年7月23日に以下の不具合の修正がソフトウェアの更新でなされた。
  - iアプリからiモーションを再生した際に、端末が再起動してしまう場合がある不具合。
  - Flashコンテンツで作成されたゲームなどで、プレイ中にメロディがならなくなってしまう場合がある不具合。

- NTTドコモ及び日本電気より、特に報告はないが、micro SDを一部のMacintoshで読み込み、再度端末に戻すと「?」が付き、使用不能になることがある。また、液晶部分にボタン跡が残る端末が確認されたため、現在は改善された端末が流通しており、未改善の端末はドコモショップにて現象確認後、交換できるようになっている。

(参照)N904iのソフトウェアアップデート情報